# フェデリカ・ランキ
フェデリカ・ランキ（Federica Ranchi、1939年5月5日 - 2025年5月15日）は、イタリアのトリエステ出身の女優。
長年ギリシャに住んだ後、2025年5月15日に死去。86歳没。

## 出演作品
- 激しい季節 Estate violenta (1959年)